# Jan mladší Bruntálský z Vrbna
Jan mladší Bruntálský z Vrbna (1590 – 4. června 1642 Opava) byl slezský šlechtic z rodu Bruntálských z Vrbna. V době stavovského povstání byl v letech 1620–1621 opavským zemským hejtmanem. Po jeho porážce v lednu 1621 emigroval a byl v nepřítomnosti odsouzen k trestu smrti. Jeho bruntálské panství bylo zabaveno a předáno Řádu německých rytířů.

## Život
Narodil se jako syn Albrechta Bruntálského z Vrbna († 1595) a jeho manželky Johanky Sedlnické z Choltic († 1625). V dětství byl vychováván jako luterán. Studoval nejdříve na školách v Opavě a Vratislavi. Později pod vedením preceptora Jakuba Guetlina absolvoval kavalírskou studijní cestu po Evropě. Během ní studoval nejdříve na městské akademii ve Štrasburku a později na univerzitách v Basileji a Ženevě, kde konvertoval od luterství ke kalvinismu. Poté pokračoval na cestě po Francii a v roce 1609 navštívil Anglii. Po návratu z kavalírských cest zdědil po smrti svého strýce Hynka st. Bruntálského z Vrbna statky Štemplovec a Moravici.
Na svém zámku v Bruntále přijal 17. února 1620 Fridricha Falckého, kterému zde o den později složily hold opavské stavy. Téhož dne jmenoval Fridrich Falcký Jana ml. Bruntálského z Vrbna opavským zemským hejtmanem. Po porážce stavovského povstání uprchl v lednu roku 1621 do Vratislavi. Následně byl odsouzen k smrti a zabavení veškerého majetku. Už 17. července 1621 získal jeho bruntálské panství jako konfiskát velmistr německých rytířů a vratislavský biskup Karel.
V emigraci žil postupně ve Frankfurtu nad Odrou, Hamburku, Amsterdamu, Haarlemu a Leydenu. V roce 1630 se vrátil do Hamburku a později žil bez finančních prostředků v Altoně a Brémách. Špatné životní podmínky v emigraci a také zhoršující se zdravotní stav jej přivedly k podání žádosti o milost císaři. Tu získal díky přímluvě svých katolických příbuzných v závěru roku 1637 a v prosinci 1637 se po sedmnáctiletém exilu vrátil na Opavsko.
| „                                    | Léta Páně 1642, dne 4. Junii, pan Jan starší Bruntálský z Vrbna, který se mnú z Niderlandu byl přijel a Jeho Milost Císařská panství bruntálské [mu] byl vzal, mej paní máteře vlastní brater, v městě Opavě dne nahoře psaného v domě Kurcovým na Dolním rynku mezi 6. a 7. hodinú po poledni život svůj v Pánu dokonal... | “ |
| — Kryštof Bernard Skrbenský z Hříště | |   |

Ani po své smrti nenašel Jan mladší Bruntálský z Vrbna klid. Z důvodu švédského vojenského vpádu do Slezska nemohlo být jeho tělo pohřbeno v připravené hrobce v Šenově a bylo provizorně pohřbeno v Neplachovicích. Teprve 30. dubna 1644 nechal Kryštof Bernard Skrbenský z Hříště na svůj náklad převézt tělo z Neplachovic do Šenova, kde bylo bez obřadu pohřbeno v místním kostele.